# زينب أفيلال
زينب أفيلال (ولدت يوم 31 أكتوبر 1990 بتطوان) مغنية مغربية تؤدي الطرب الأندلسي بمختلف أنواعه.

## حياتها
ولدت زينب أفيلال بمدينة تطوان شمال المغرب سنة 1990 وكبرت فيها. أبدت زينب اهتماما كبيرا بالموسيقى منذ طفولتها, إذ أنها بدأت بحفظ المقطوعات منذ سن الرابعة. بدأت تعليمها الموسيقي في المعهد الموسيقي لتطوان, حيث التحقت بجوق محمد العربي التمسماني بقيادة الأستاذ محمد الأمين الأكرامي، الذي كان ولا يزال بمثابة عرابها الفني. جعلتها قوة صوتها تأخد منصب العازفة المنفردة في الجوق, وهو أمر نادر الحدوث لفتاة أوسيدة في فرقة للموسيقى الأندلسية, كون أغلب المنشدين فيها يكونون من الرجال.
شاركت زينب أفيلال رفقة الجوق التطواني في عدة تظاهرات ومهرجانات وطنية ودولية, كما أنها غنت في عدة أفلام مثل الفيلم الوثائقي نوبة من ذهب ونور و الفيلم القصير موال (2004) وأفلام زمن الرفاق (2008) و أفراح صغيرة (2016) للمخرج محمد الشريف الطريبق.
بالموازاة مع مسيرتها الفنية, تحضر زينب أفيلال رسالة الدكتوراه في الكيمياء الصناعية بجامعة سرقسطة الإسبانية.

## أغانيها
رغم أن الموسيقى الأندلسية تمتاز عادة بإعادة الميازين والنوبات, فقد قامت زينب أفيلال كذلك بأداء قطع وأغان خاصة بها, معمولة على نسق الموسيقى الأندلسية من كلمات وألحان الأستاذ محمد الأمين الأكرامي وهي:
- قصيدة فاس (2010)
- قصيدة تطوان (2011)
- أغنية الصويرة (2013)